# Haussee (Rothenklempenow)
Der Haussee ist ein See bei Rothenklempenow im Landkreis Vorpommern-Greifswald in Mecklenburg-Vorpommern.
Das etwa 34 Hektar große Gewässer befindet sich im Gemeindegebiet von Rothenklempenow, einen Kilometer vom Ortszentrum entfernt. Ein weit verzweigtes Grabensystem bildet den Abfluss des Sees direkt in die Randow. Die maximale Ausdehnung des Großen Sees beträgt etwa 1015 mal 385 Meter. Der See ist zudem zum Angeln ausgewiesen und beherbergt Fischarten wie Hechte, Weißfische, Aale, Barsche und Karpfen.